# Modroborowik ponury

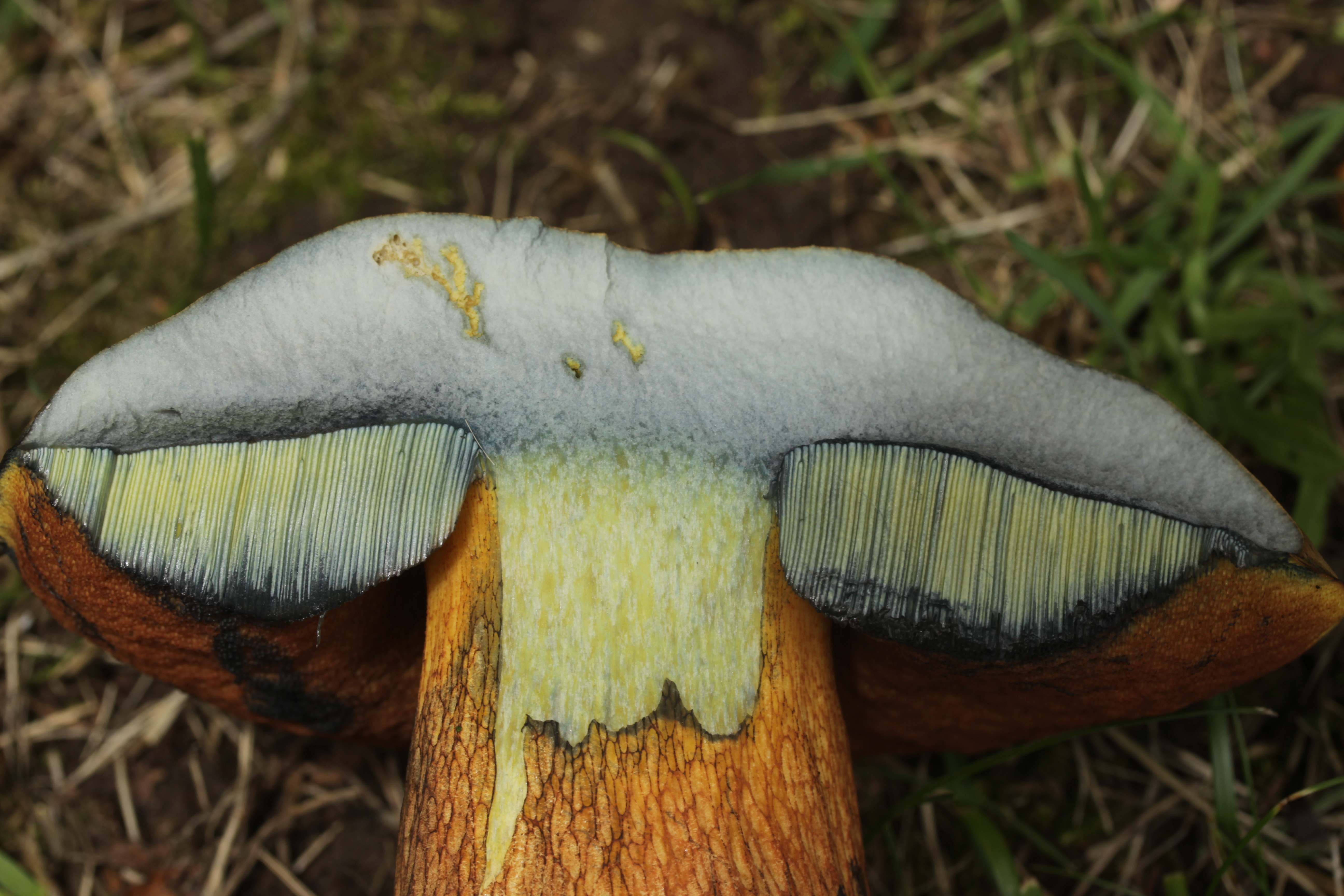
Sinienie kapelusza

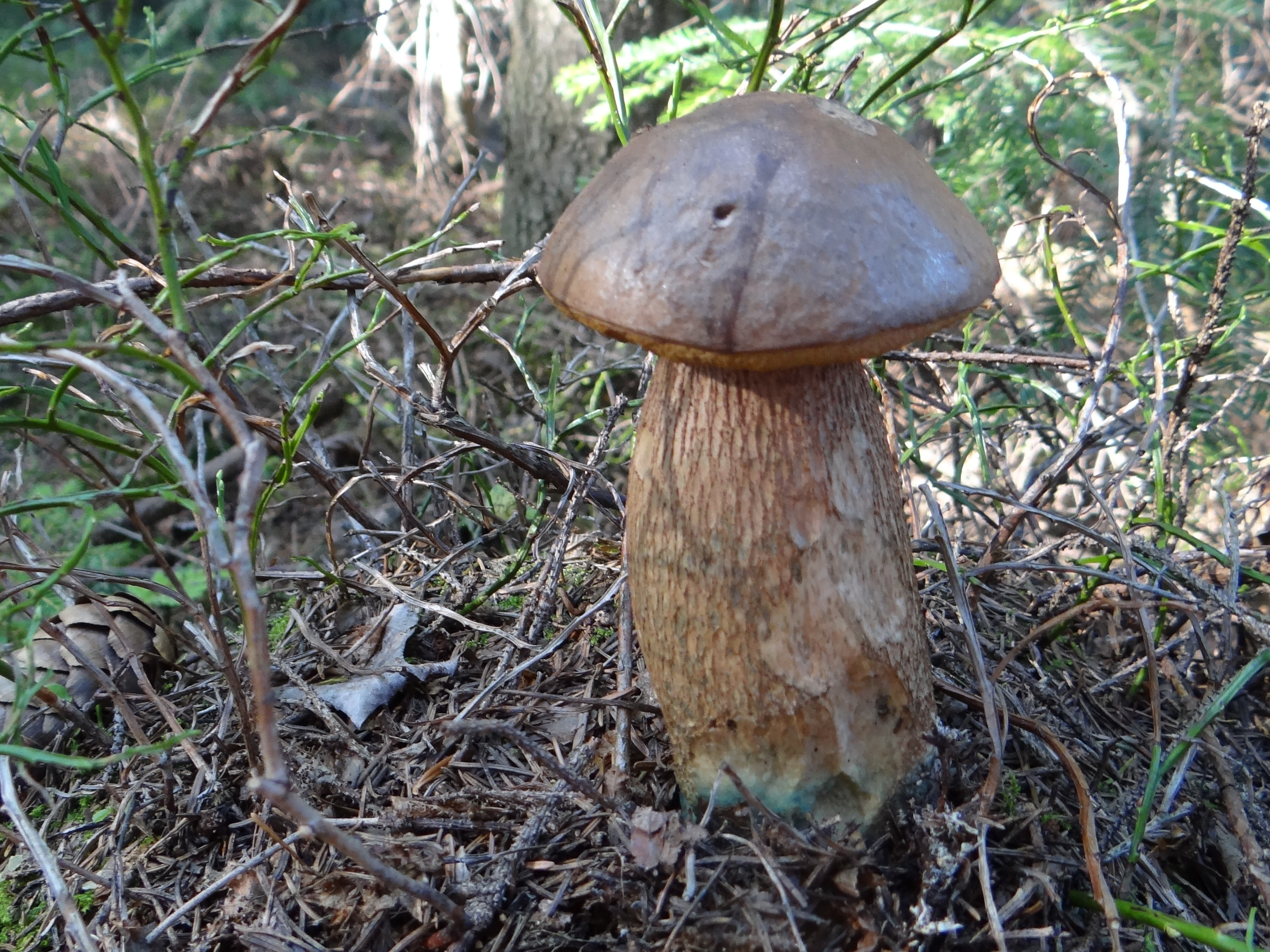
Charakterystyczna siateczka na trzonie i jego sinienie po uszkodzeniu

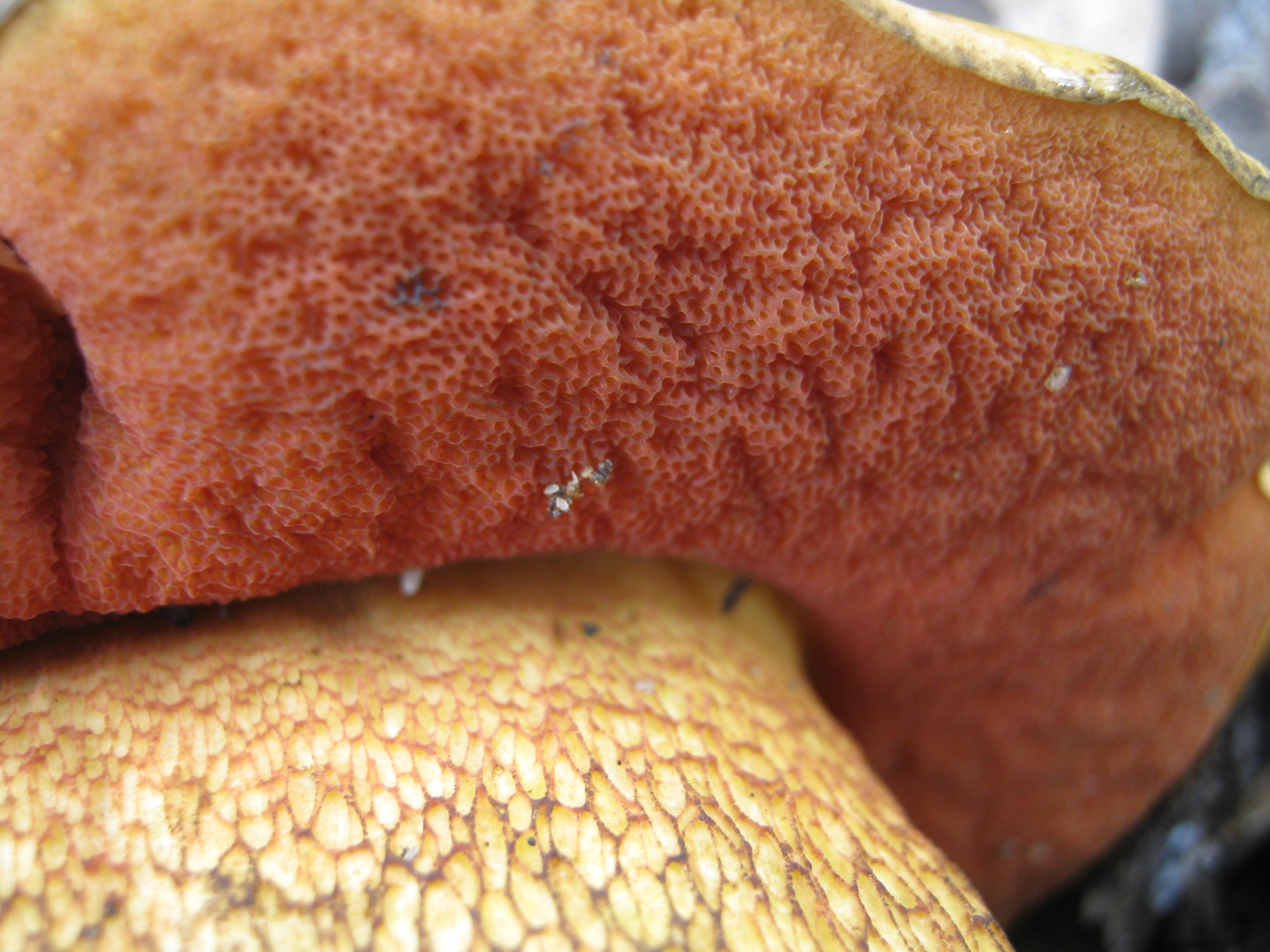
Rurki i trzon

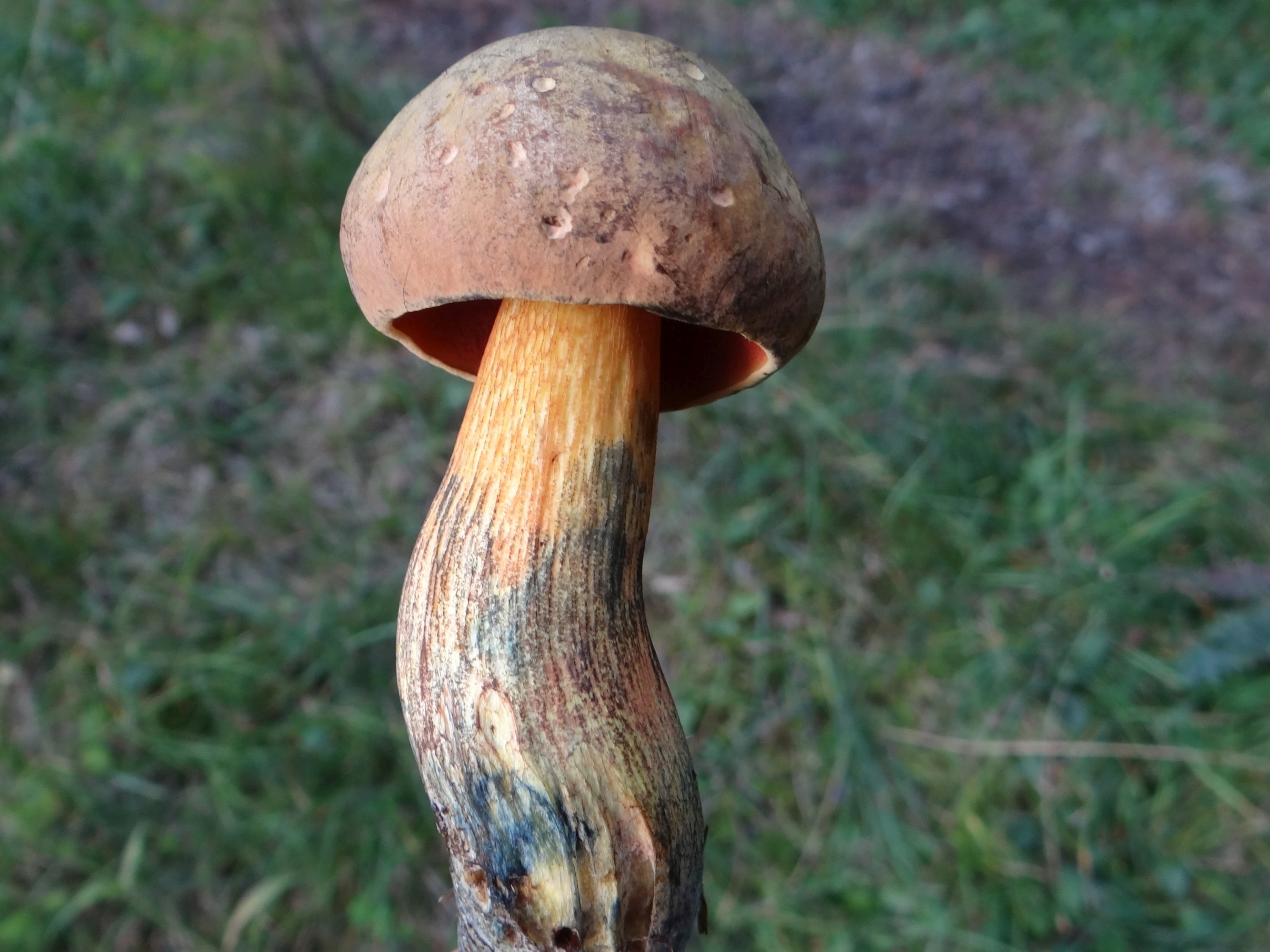

Modroborowik ponury, borowik ponury (Suillellus luridus (Schaeff.) Murrill) – gatunek grzybów z rodziny borowikowatych (Boletaceae).

## Systematyka i nazewnictwo
Pozycja w klasyfikacji według Index Fungorum: Suillellus, Boletaceae, Boletales, Agaricomycetidae, Agaricomycetes, Agaricomycotina, Basidiomycota, Fungi.
Po raz pierwszy takson ten zdiagnozował w roku 1774 Jacob Christian Schaeffer nadając mu nazwę Boletus luridus. W 1909 r. William Alphonso Murrill przeniósł go do rodzaju Suillellus jako Suillellus luridus i jest to obecnie nazwa uznana przez Index Fungorum.
Niektóre synonimy:

- Boletus luridus Schaeff. 1774
- Boletus luridus var. luridus Schaeff. 1774
- Boletus luridus var. rubriceps (Maire) Dermek 1987
- Boletus rubeolarius Bull. 1791
- Boletus subvescus J.F. Gmel. 1792
- Dictyopus luridus (Schaeff.) Quél. 1888
- Leccinum luridum (Schaeff.) Gray, 1821
- Leccinum rubeolarium (Sowerby) Gray 1821
- Suillellus luridus (Schaeff.) Murrill 1909
- Tubiporus luridus (Schaeff.) P. Karst. 1871[2].

Nazwę borowik ponury podał Franciszek Błoński w 1890 r. W polskim piśmiennictwie mykologicznym gatunek ten opisywany był też pod nazwami: świniak, grzyb ponury, grzyb świniak, podciecz, potecz. Inne nazwy potoczne to: śniak, siniak, świniak wilczy, krasik, pociec, podciak, grzyb diabelski, grzyb czarci. W 2021 Komisja ds. Polskiego Nazewnictwa Grzybów Polskiego Towarzystwa Mykologicznego zarekomendowała używanie nazwy modroborowik ponury, w tym z wyróżnieniem formy jasnożółtej (f. primulicolor).

## Morfologia
Kapelusz
O średnicy 5–20 cm, początkowo półkulisty, potem płaskołukowaty lub poduchowaty. Powierzchnia gładka, czasami zamszowa, sucha, koloru od kremowego do brunatnooliwkowego. Skórka silnie zrośnięta z miąższem. Po przygnieceniu ciemnieje.
Rurki
Długie, przy trzonie wycięte zatokowato, oliwkowe. Pory drobne, początkowo żółte, na starszych okazach ciemnopomarańczowe, u bardzo starych oliwkowe. Po przekrojeniu sinieją.
Trzon
Wysokość 5–15 cm, u młodych okazów beczułkowaty, u starszych pałkowaty lub walcowaty. Kolor od żółtego do pomarańczowoczerwonawego, przy podstawie winnoczerwony. Charakterystyczną cechą jest występowanie na trzonie wyraźnej, ciemniejszej (rdzawo-czerwonawej) siateczki o podłużnych oczkach.
Miąższ
Twardy, w kapeluszu, żółty, w dolnej części trzonu czerwonawy. Po przecięciu mocno sinieje. W smaku łagodny, zapach słaby.
Wysyp zarodników
Oliwkowy. Zarodnik gładkie o średnicy 6–7 × 9–16 μm.
Gatunki podobne
- Krasnoborowik ceglastopory (Sutorius luridiformis) też sinieje, ale na trzonie nie ma siateczki, lecz drobne, karminowoczerwone łuski[7].
- Niektóre odmiany kolorystyczne mogą być podobne do maślaka pstrego, jednak jego miąższ nie sinieje, trzon nie posiada siateczki, a pory mają brązowy kolor.

## Występowanie i siedlisko
Występuje w Ameryce Północnej i Środkowej, Europie, Japonii oraz Australii. W Polsce średnio pospolity.
Grzyb naziemny, częściej spotykany na podłożu wapiennym. Występuje w lasach liściastych, mieszanych i iglastych, szczególnie pod bukami i jodłami, także w parkach pod lipami. Owocniki wytwarza od czerwca do października.

## Znaczenie
Grzyb mykoryzowy. Jest grzybem jadalnym, lecz w stanie surowym jest trujący. Po długim okresie gotowania, trwającym co najmniej 25 minut, jest jadalny i smaczny. Spożyty na surowo, usmażony albo poddany krótkiej obróbce cieplnej, powoduje jednak lżejsze zatrucie (nudności z wymiotami). Lepiej, żeby nie zbierali go niedoświadczeni grzybiarze.
Suillellus luridus był podejrzewany o zwiększanie wrażliwości na alkohol, podobnej do tej spowodowanej przez czernidłaka pospolitego, dodatkowo z objawami żołądkowymi. Pewien niemiecki mykolog zgłosił, że sam cierpi na objawy po przyjęciu alkoholu z tym grzybem. Sprawozdanie z trzech spraw ze Szwajcarii z 1982 r. jeszcze bardziej obciążyło ten gatunek. Jednak ostatecznie badanie z 1994 r. podaje w wątpliwość ten fakt. Naukowcy Ulrich Kiwitt i Hartmut Laatsch poszukiwali podobnej mieszanki do kopryny w Suillellus luridus oraz podobnych gatunkach. Nie znaleźli żadnego śladu takich substancji w borowiku ponurym, ale znaleźli je za to w rzadkim tzw. borowiku krępym (Imperator torosus) (opisywanym wówczas pod nazwą Boletus torosus). Stwierdzili, że najbardziej prawdopodobnym wyjaśnieniem incydentów historycznych, była błędna identyfikacja Imperator torosus jako Suillellus luridus, choć nie mogli oni wykluczyć w Suillellus luridus obecności dotychczas niezidentyfikowanego związku, powodującego reakcje związane z alkoholem.
Analizy chemiczne potwierdziły jedynie obecność śladowych ilości inwolutyny, muskaryny, betainy i acetylocholiny. Toksyny te są stosunkowo dobrze rozpuszczalne w wodzie, dlatego niektórzy poddają grzyby te kilkukrotnemu gotowaniu w wodzie zmieniając ją kilka razy i dopiero wówczas jest on warunkowo jadalny.